# St. Peter und Paul (Marxheim)

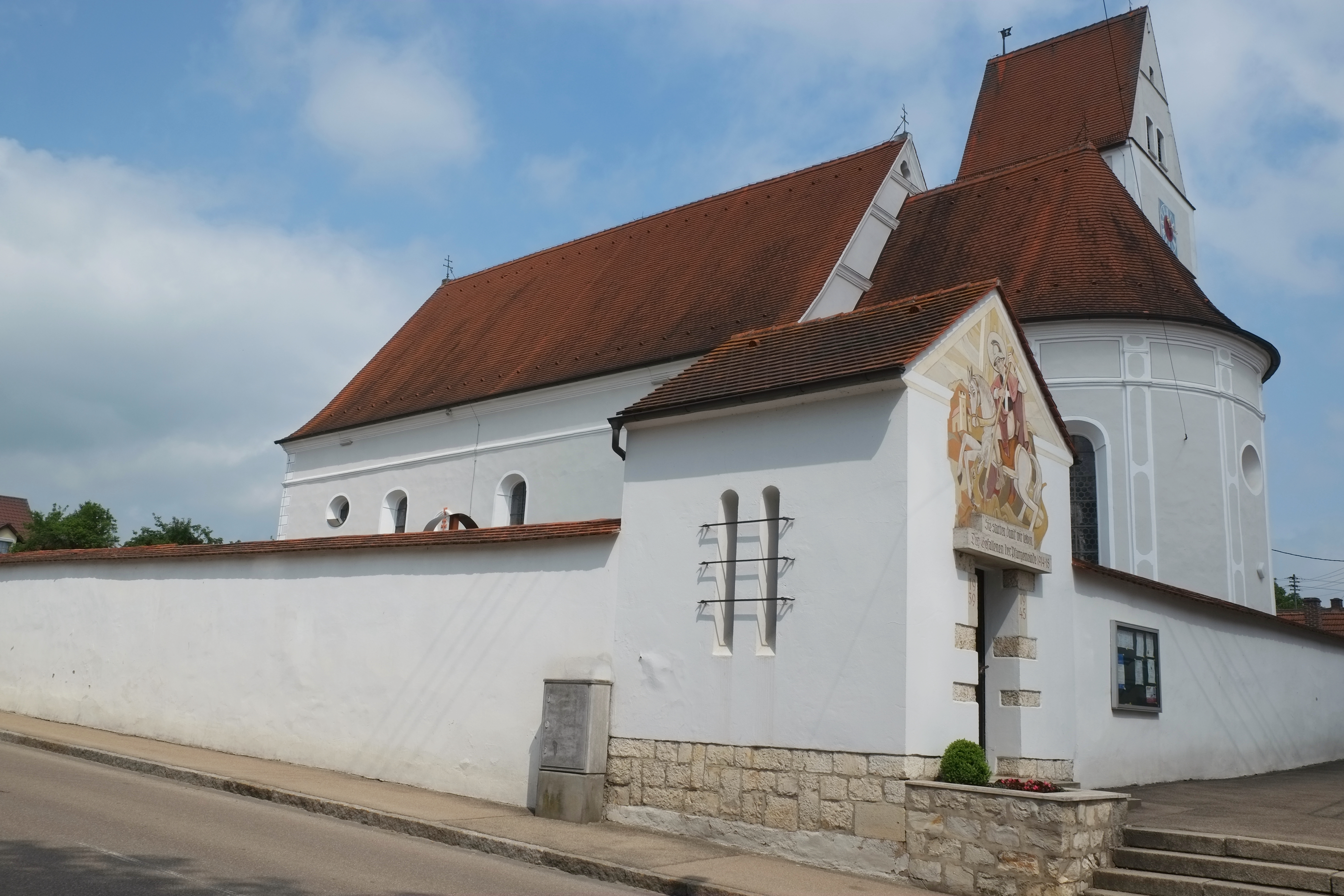
St. Peter und Paul in Marxheim

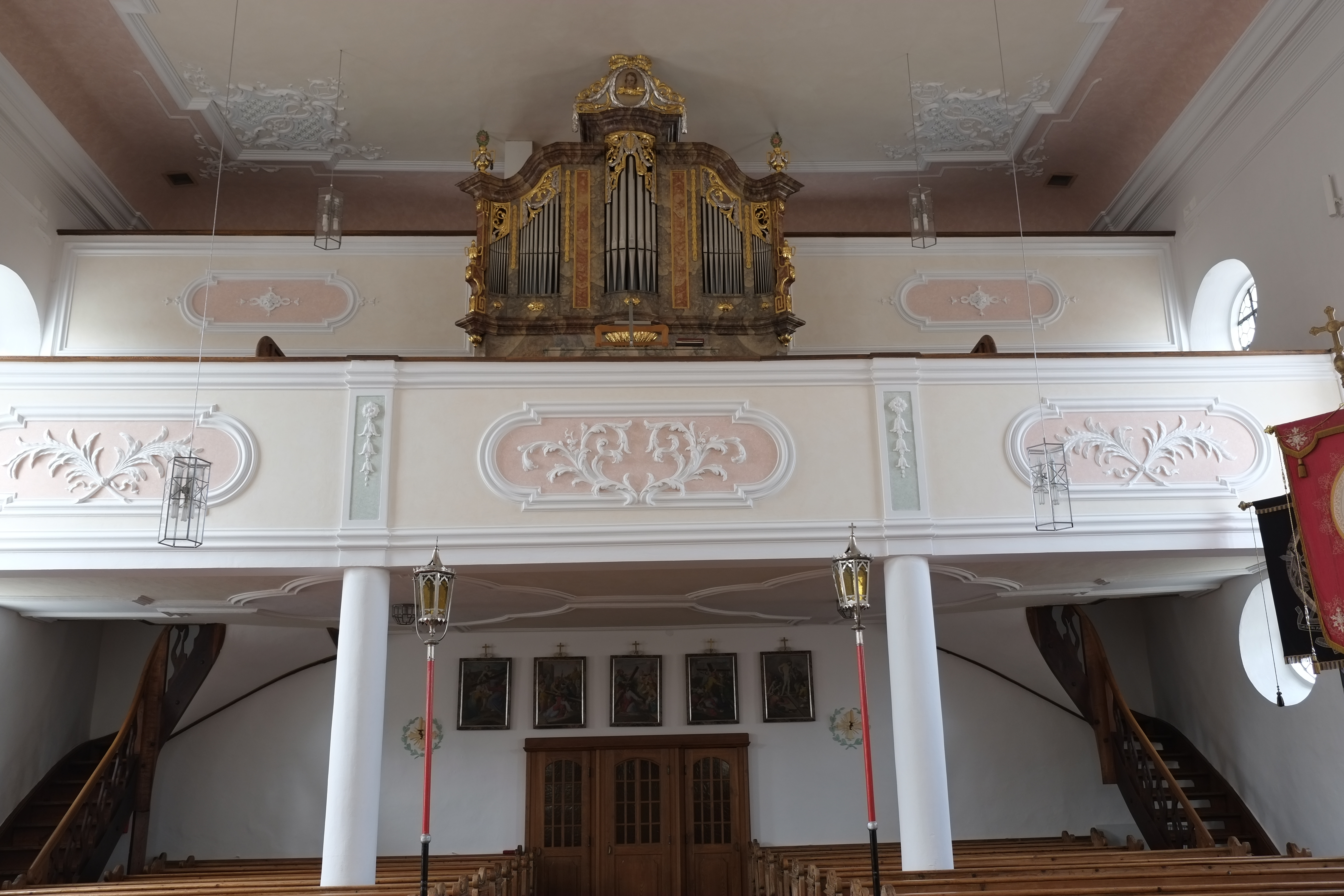
Orgel auf der Empore

Die römisch-katholische Pfarrkirche St. Peter und Paul steht in Marxheim im schwäbischen Landkreis Donau-Ries von Bayern. Das Bauwerk ist in der Liste der Baudenkmäler in Marxheim als Baudenkmal unter der Nr. D-7-79-178-1 eingetragen. Die Kirche gehört zum Dekanat Donauwörth des Bistums Augsburg. 

## Beschreibung
Die Saalkirche besteht aus einem Langhaus, das 1713 erneuert wurde, einem eingezogenen, halbrund geschlossenen Chor im Osten, der 1685 neu gebaut wurde, und einem Chorflankenturm an der Nordwand, dessen untere Geschosse von einem Chorturm aus dem 14. Jahrhundert stammen und der 1685 aufgestockt wurde. Das Erdgeschoss des Chorturms dient als Sakristei. Der Innenraum des Langhauses ist mit einer Flachdecke überspannt, der des Chors mit einem Stichkappengewölbe. Der Stuck im Chor von 1713 ist als Akanthus gestaltet. Der Hochaltar wurde 1715 gebaut. Auf dem Altarretabel sind die Apostel Simon Petrus und Paulus von Tarsus dargestellt.